# آلوین هانسن
آلوین هاروی هانسن (۲۳ اوت ۱۸۸۷–۶ ژوئن ۱۹۷۵)، که اغلب از آن به عنوان «کینز آمریکایی» یاد می‌شد، استاد اقتصاد دانشگاه هاروارد و مشاوری تأثیرگذار در دولت بود که به ایجاد شورای مشاوران اقتصادی و سیستم تأمین اجتماعی کمک کرد، نویسنده ای که به‌طور گسترده در موضوعات اقتصادی فعلی یاد شده‌است. وی بیشتر در معرفی اقتصاد کینزی در ایالات متحده در دهه ۱۹۳۰ شناخته شده‌است.
او به‌طور مؤثرتر از هر کس دیگری، ایده‌های تجسم یافته در تئوری عمومی کینز را تبیین کرد و گسترش داد . در سال ۱۹۶۷، پل مک کراکن، رئیس شورای ریاست جمهوری مشاوران اقتصادی، درود بر هانسن: «این قطعاً یک گفته براساس واقعیت است که شما در تفکر ملت دربارهٔ سیاست اقتصادی عمیق‌تر از هر اقتصاددان در این قرن نفوذ کرده‌اید.»

## سنین جوانی و تحصیل
هانسن در ۲۳ اوت ۱۸۸۷ در ویبورگ، داکوتای جنوبی متولد شد، پسر نیلز هانسن (به انگلیسی :Niels Hansen)، که یک کشاورز بود، و ماری برگیتا نیلسن (به انگلیسی:Marie Bergitta Nielsen). فارغ‌التحصیل حوالی کالج یانکتون (در سال ۱۹۸۴ بسته شد) در سال ۱۹۱۰ با مدرک ارشد زبان انگلیسی، در سال ۱۹۱۳برای تحصیل در رشته اقتصاد تحت نظر ریچارد الی و جان آر کامونز در دانشگاه ویسکانسین مادیسون ثبت نام کرد، و از آنها یادگرفت که از اقتصاد برای پرداختن به فشارهای مشکلات اجتماعی استفاده کند. پس از اتمام کارت حصیلی برای دوره دکترا در سال ۱۹۱۶. هانسن با مابل لوئیز ازدواج کرد: آنها صاحب دو فرزند شدند.

## عملکرد آکادمیک
او در دانشگاه براون ضمن نوشتن رساله دکتری خود با عنوان «چرخه‌های شکوفایی و افسردگی» تدریس نیز می‌کرد. پس از اتمام پایان‌نامه در سال ۱۹۱۸ (منتشر شده در سال ۱۹۲۱)، وی در سال ۱۹۱۹ به غرب به دانشگاه مینسوتا بازگشت، و به سرعت در صفوف یک استاد کامل برخاست سپس، تئوری چرخه تجارت (۱۹۲۷) و متن مقدماتی مبانی اقتصاد (۱۹۲۸، همراه با فردریک گورور) او را به توجه حرفه ای وسیع تر اقتصاد رساند. تثبیت اقتصادی وی در جهانی نامتوازن (۱۹۳۲)، که با مساعدت کمک هزینه تحصیلی گوگنهایم نوشته شده بود و بودجه سفر در اروپا را در طول ۱۹۲۸–۱۹۲۹ تأمین می‌کرد، هانسن را در دایره وسیع تر امور عمومی تثبیت کرد. وی در سال ۱۹۳۲ به عنوان یک عضو انجمن آماری آمریکا انتخاب شد.
در سال ۱۹۳۷ وی دعوت برای اشغال صندلی جدید Lucius N. Littauer اقتصاد سیاسی در دانشگاه هاروارد را دریافت کرد. اولین کتاب او در هاروارد سؤال بازیابی کامل یا رکود رامطرح می‌کند (۱۹۳۸) طرح‌هایی از آنچه که " پایان نامه رکود سکولار " نامیده می‌شد، ترسیم کرد.
بعداً، کتاب‌های نقش آمریکا در اقتصاد جهانی (۱۹۴۵) و سیاست اقتصادی و اشتغال کامل (۱۹۴۷) او این پرونده را برای عموم گسترده‌تر کرد. در سال ۱۹۴۰ هانسن به عنوان مشاور ویژه اقتصادی در مراکش اکلز در هیئت مدیره صندوق ذخیره فدرال منصوب شد و تا سال ۱۹۴۵ این مقام را برعهده داشت.
وی پس از بازنشستگی از تدریس در سال ۱۹۵۶، اقتصاد آمریکایی(۱۹۵۷)، مسائل اقتصادی دهه ۱۹۶۰ و مشکلات (۱۹۶۴)، دلار و سیستم بین‌المللی پول (۱۹۶۵) را نوشت. وی در ۶ ژوئن سال ۱۹۷۵ در سن ۸۷ سالگی در الکساندریا، ویرجینیا درگذشت.

## نظریه‌ها
برجسته‌ترین سهم وی در تئوری اقتصادی، توسعه مشترک با جان هیکس از مدل به اصطلاح IS-LM بود که همچنین به عنوان «ترکیب هیکس - هانسن» نیز شناخته می‌شود. نمودار IS-LM ادعا می‌کند رابطه بین منحنی پس‌انداز-سرمایه‌گذاری (IS) و ترجیح نقدینگی - عرضه پول (LM) را نشان می‌دهد. در جریان اقتصادی غالب ادبیات و کتاب‌های درسی استفاده می‌شود تا نشان دهد چطور سیاست‌های پولی و مالی می‌توانند بر تولید ناخالص داخلی تأثیر بگذارند.
کتاب هانسن از سال ۱۹۳۸، بازیابی کامل یا رکود ، مستقر در نظریه عمومی کینز، پایان‌نامه او را ارایه می‌دهد که رشد و اشتغال راکد می‌مانند اگر مداخله دولت اقتصادی برای تحریک تقاضا، وجود نداشته باشد.
هانسن در چندین نوبت قبل از کنگره ایالات متحده مدارکی را ارائه داد تا با استفاده از بیکاری به عنوان اصلی‌ترین وسیله مبارزه با تورم مخالفت کند. وی در عوض دفاع کرد که تورم با تغییر در نرخ بهره و مالیات و همچنین کنترل قیمت‌ها و دستمزدها قابل کنترل است.
اخیراً، تئوری‌های رکود اقتصادی با ایده‌های هانسن بیشتر از ایده‌های کینز ارتباط دارند.

### کنزیسیسم
هانسن در بررسی نظریه عمومی اشتغال، بهره و پول، نسبت به گزاره‌های جان مینارد کینز شک داشت، اما تا دسامبر سال ۱۹۳۸، در سخنرانی ریاست جمهوری خود به انجمن اقتصادی آمریکا، نظریه‌های کینزی در مورد نیاز به مداخله دولت در دوره‌های رکود اقتصادی را پذیرفت. به زودی پس از ورود به هاروارد در سال ۱۹۳۷، سمینار معروف فارغ‌التحصیل هانسن در مورد سیاست مالی شروع به الهام بخشیدن به دانشجویان فارغ‌التحصیلی همچون پل ساموئلسون و جیمز توبین (که هر دو کسانی بودند که برای برنده شدن در نوبل اقتصاد کار می‌کردند) برای توسعه و محبوبیت بیشتر اقتصاد کینزی بود. کتاب هانسن در سال۱۹۴۱، سیاست‌های مالی و چرخه‌های تجارت، اولین کار بزرگ در ایالات متحده بود که کاملاً از تحلیل کینز در زمینه علل رکود بزرگ پشتیبانی کرد. هانسن از این تحلیل برای استدلال در مورد کسری بودجه کینزی استفاده کرد.

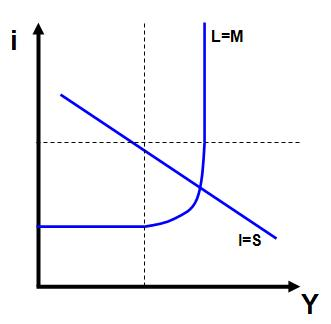
مدل IS-LM، نرخ بهره (i) در محور y و درآمد ملی یا تولید (Y) در محور x نمایش می‌دهد

معروف‌ترین سهم هانسن در اقتصاد، توسعه او و جان هیکس از مدل IS-LM بود که به عنوان «ترکیب هیکس - هانسن» نیز شناخته می‌شود. این چارچوب ادعا می‌کند که نمودار به صورت گرافیکی منحنی پس‌انداز -سرمایه‌گذاری (IS) و منحنی نقدینگی- عرضه پول (LM) را به عنوان نمونه ای از چگونگی استفاده از سیاست‌های مالی و پولی برای تغییر درآمد ملی نشان می‌دهد.
کتاب هانسن در سال ۱۹۳۸ با عنوان " بازیابی کامل یا رکود "، مبتنی بر عقاید کینزی و یک استدلال طولانی بود که بیان می‌کرد رکود طولانی مدت اشتغال، بدون مداخله طرف تقاضای دولت، وجود خواهد داشت.
پل ساموئلسون، مشهورترین دانش آموز هانسن بود. ساموئلسون به کتاب بازیابی کامل یا رکود هانسن (۱۹۳۸) به عنوان الهام بخش اصلی برای مدل شتاب‌دهنده معروف خود در سال ۱۹۳۹ اعتبار داد. لیسون (۱۹۹۷) نشان می‌دهد در حالی که هانسن و سومنر اسلایکست همچنان به عنوان مأموران برجسته اقتصاد کینزی در نظر گرفته می‌شدند، کنارگذاشتن تدریجی تعهد به ثبات قیمت برای آنان به توسعه کینزینیسم که با مواضع خود کینز مغایرت داشت کمک می‌کرد.

### رکود
در اواخر دهه ۱۹۳۰، هانسن استدلال کرد که «رکود سکولار» ایجاد شده‌است، بنابراین اقتصاد آمریکا هرگز دوباره به سرعت رشد نخواهد کرد زیرا همه اجزای رشد از جمله نوآوری در فناوری و رشد جمعیت کامل شده بودند. به گفته وی، تنها راه حل، هزینه‌های کسری بودجه ثابت و در مقیاس بزرگ توسط دولت فدرال بود.
این پایان‌نامه بسیار بحث‌برانگیز بود، زیرا منتقدان، مانند جورج تربورگ، به هانسن به عنوان «بدبین» و «ناکام» حمله کردند. هانسن پاسخ داد که رکود سکولار فقط نام دیگری برای موازنه بیکاری کینز است. با این حال، رشد پایدار اقتصادی، از ابتدای ۱۹۴۰، پیش‌بینی‌های هانسن را زیرپا گذاشت و مدل رکود وی فراموش شد.

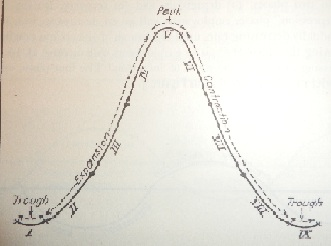

### چرخه‌های اقتصادی
یکی از مهمترین بخش‌های نظریه اقتصادی توسط آلوین هانسن چرخه‌های اقتصادی است. وی در کتاب خود چرخه تجارت و درآمد ملی، چرخه را به عنوان یک نوسان در: اشتغال، تولید و قیمت‌ها تعریف می‌کند. چرخه به دو مرحله تقسیم می‌شود: توسعه، گسترش از پایین‌ترین نقطه تا اوج و انقباض، از قله تا گودال گسترش می‌یابد.
برای هانسن، چرخه‌های اقتصادی پایدار و ناپایدار وجود دارد. ناپایداری به دلیل جابجایی در اثر شوک‌های خارجی ایجاد می‌شود. هانسن ادعا می‌کند که تجزیه و تحلیل چرخه تجارت باید پیشرفت‌های فنی، بازار پول و انتظارات را در نظر بگیرد.
- آلوین هانسن، «پیشرفت اقتصادی و کاهش رشد جمعیت»، بررسی اقتصادی آمریکا (۲۹) مارس (1939). در JSTOR
- آلوین هانسن، سیاست‌های مالی و چرخه‌های تجارت (۱۹۴۱)
- Hansen , Alvin H. چرخه‌های تجاری و درآمد ملی. لندن: آلن و اونوین، ۱۹۶۴. چاپ.
- هانسن ، آلوین H. راهنمای کینز. نیویورک: کتاب مک گر-هیل، ۱۹۵۳. چاپ.
- هانسن، الوین H. نظریه پولی و سیاست مالی. نیویورک: کتاب مک گر-هیل، ۱۹۴۹. چاپ.